# Futbol al Perú

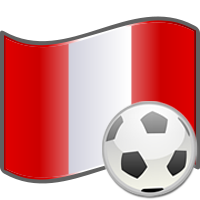

El futbol és l'esport més popular al Perú. El 1912 es funda la lliga peruana de futbol i des de 1951 es juga de manera professional. La selecció peruana va ser campiona dues vegades de la Copa Amèrica, la primera el 1939 i la segona el 1975.

## Història

### Primers anys
Va ser introduït al país per immigrants britànics, peruans que retornaven de les Illes Britàniques i per mariners anglesos que a finals de segle XIX arribaven al port del Callao, un dels més importants de l'oceà Pacífic.
L'any 1845 es fundà a Lima el Salón de Comercio, anomenat des de 1859 Lima Cricket Club, Lima Cricket and Lawn Tennis Club (1865) i Lima Cricket and Football Club (1906). Aquest club destacà en la pràctica del criquet, rugbi, i futbol.< Els primers partits de futbol documentats foren un Callao vs. Lima el 7 d'agost de 1892, i un Anglesos vs. Peruans el 24 de juny de 1894. El desembre de 1893 es fundà el club Unión Cricket, que practicava el tennis i el criquet, i que es convertí en el primer club en practicar el futbol. Els següents clubs fundats als país foren Ciclista Lima Association (Lima, 1896), Association Foot Ball Club (Lima, 20 de maig de 1897, primer club específic per la pràctica del futbol, més tard fusionat amb Ciclista) i Atlético Chalaco (Callao, 1899).
Durant el segle XX aparegueren nous clubs que esdevingueren els més importants del país com Alianza Lima (Lima, 1901), Cienciano (Cusco, 1901), FBC Melgar (Arequipa, 1915), el club de la comunitat italiana Circolo Sportivo Italiano (Lima, 1917), Atlético Grau (Piura, 1919), Alianza Atletico (Sullana, 1920), Universitario de Deportes (Lima, 1924), Sport Boys (Callao, 1927), i Coronel Bolognesi (Tacna, 1929). La primera lliga peruana amateur (Escudo Dewar) fou disputada per clubs de Lima i el Callao entre 1912 i 1921. La Federació Peruana de Futbol va ser creada el 1922 i començà a organitzar la nova lliga amateur el 1926.

La selecció peruana començà a competir a la segona meitat de la dècada de 1920, participant el 1930 en el seu primer Mundial de futbol. Posteriorment participà en els Jocs Olímpics de 1936 a Berlín.

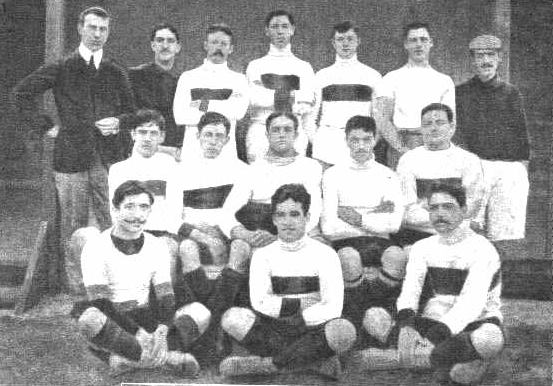
Lima Cricket el 1912
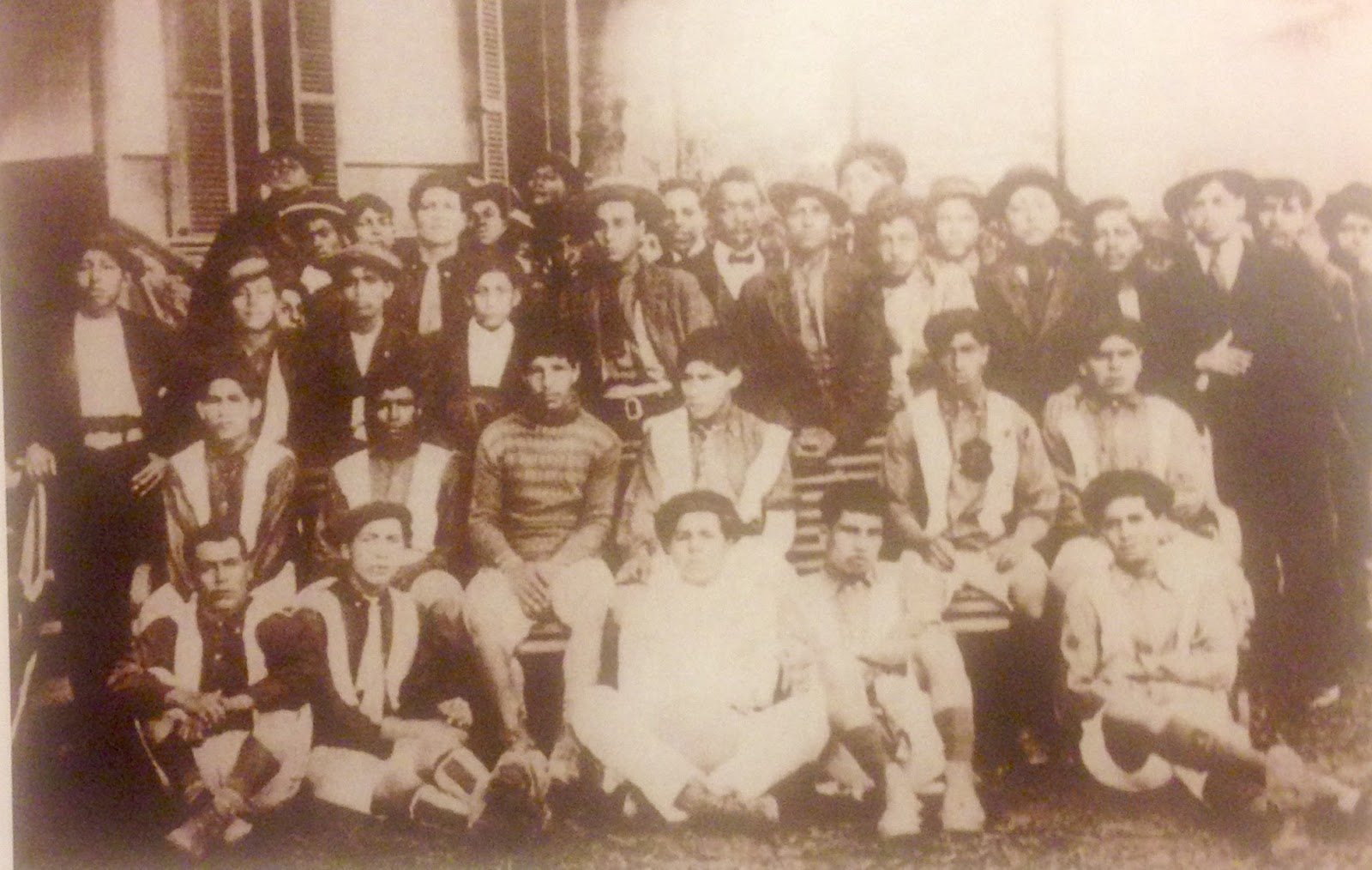
Alianza Lima el 1901
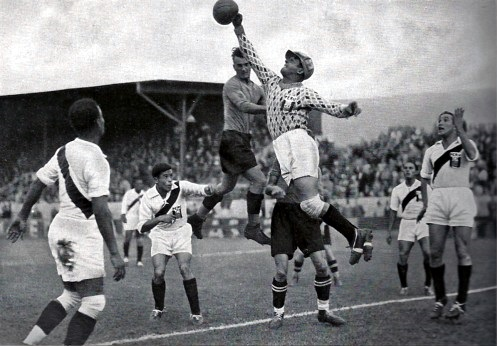
El porter Juan "el mago" Valdivieso, durant el partit Àustria - Perú el 1936
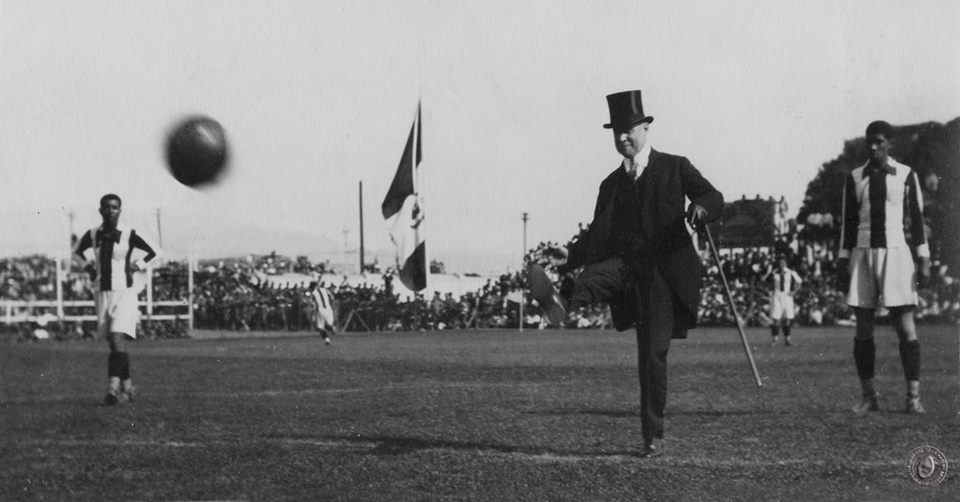
L'ambaixador dels Estats Units al Perú, Miles Poindexter, fa la sacada d'honor en el partit Perú vs Argentina, del campionat sud-americà de 1927 a Lima.
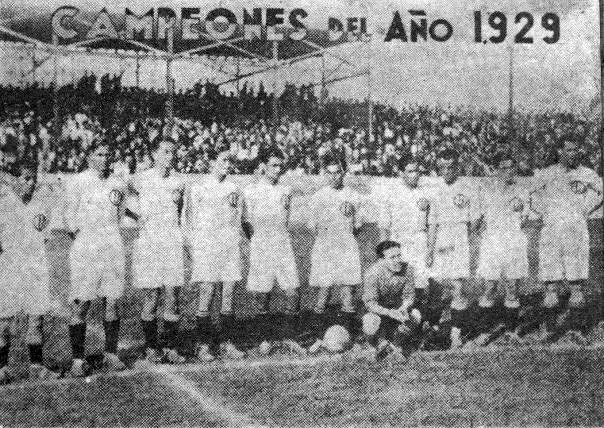
Club Universitario el 1929.
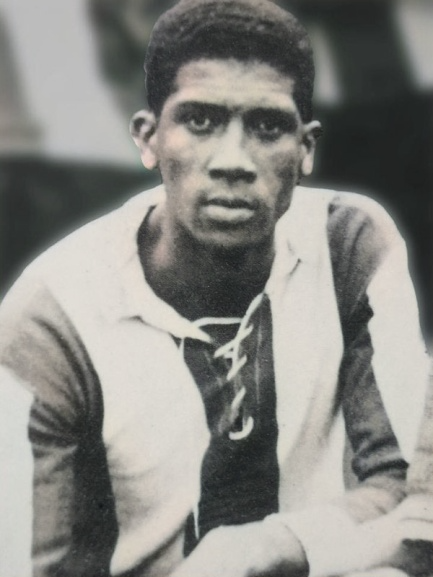
Alejandro Villanueva
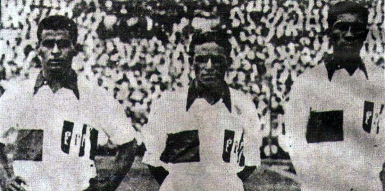
Jorge Alcalde, Teodoro Fernández i Alejandro Villanueva.

### Dos títols en dos anys
El 1938, el Perú va obtenir el seu primer títol internacional durant els Jocs Bolivarians, després de vèncer a les seleccions de Bolívia, Equador, Colòmbia i Veneçuela.

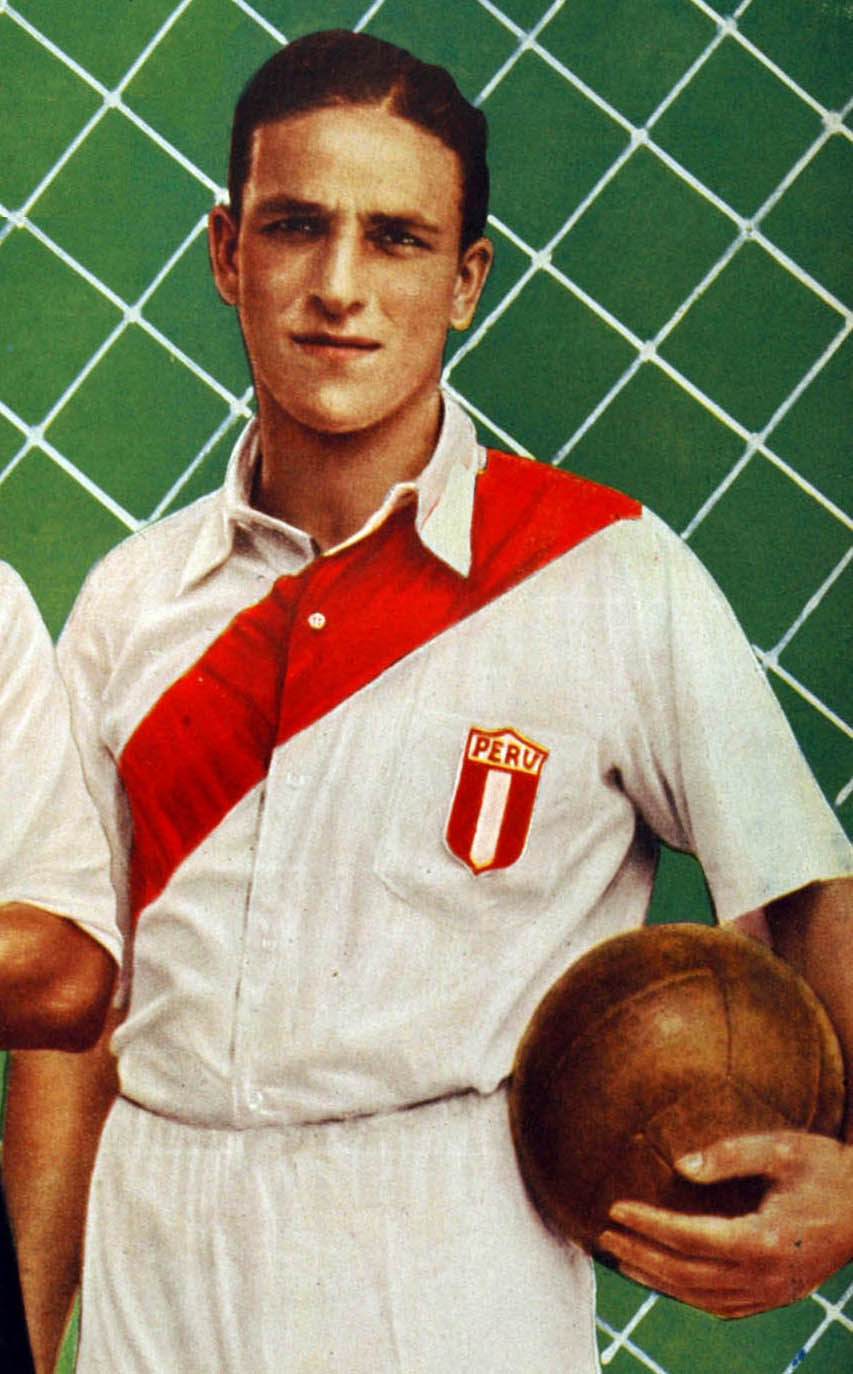
Teodoro Fernández, campió i màxim golejador de la Copa Amèrica de 1939.

El 1939, l'equip peruà va guanyar per primera vegada el Campionat Sud-americà (més tard anomenat Copa Amèrica). En aquesta oportunitat, els peruans van vèncer Uruguai (2-1), Paraguai (3-0), Xile (3-1) i Equador (5-2), tenint com a màxim golejador Teodoro "Lolo" Fernández amb set gols.

### Irregularitat
A causa d'una sèrie de problemes interns, els anys posteriors a aquesta primera generació d'or nacional no van implicar grans èxits per al futbol peruà, a excepció d'una medalla d'or (1947-1948) i una altra de bronze als Jocs Bolivarians, i un parell de tercers llocs a la Copa Amèrica de 1949 i 1955.
Localment, els campionats organitzats per la Federació Peruana de Futbol van tenir vigència fins al 1940, any en què es va crear l'Associació No Amateur (A.N.A.). A partir d'aquell moment l'Associació No Amateur es va encarregar d'organitzar el campionat peruà.
La participació d'equips peruans en tornejos internacionals oficials, va començar el 1948 amb la participació del Deportivo Municipal al Campionat Sud-americà de Campions, trofeu reconegut el 1996 com a antecedent de la Copa Libertadores per la Confederació Sud-americana de Futbol. Després d'aquesta competició, la disputa de tornejos internacionals oficials es va interrompre fins a 1960, quan els equips sud-americans van començar a participar en la Copa Libertadores.
Durant la dècada de 1960, la selecció peruana va començar a mostrar signes de millora en classificar-se per als Jocs Olímpics de 1960, realitzats a Roma. Tot i que l'equip només va poder vèncer l'Índia, va acabar perdent davant de França i Hongria. En 1961, l'equip va tornar a guanyar els Jocs Bolivarians a Barranquilla.
El 1967, es va disputar la primera Copa Perú. Aquest torneig és un campionat promocional del futbol peruà, en el qual participen diversos equips de tot el país amb la finalitat d'aconseguir l'ascens a les divisions professionals.

### Segona generació daurada
Una de les dècades daurades del futbol peruà arribà a la dècada de 1970 de la mà d'homes com Cubillas i Chumpitaz. La selecció peruana va classificar el Mundial Mèxic 1970, integrant el Grup D, juntament amb les seleccions d'Alemanya Federal, Bulgària i el Marroc. Peru va aconseguir classificar-se per als quarts de final, no obstant això va ser eliminat pel Brasil en aquesta fase.

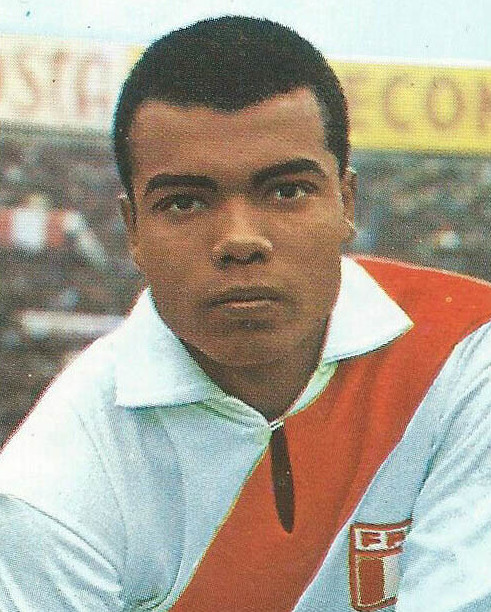
Teófilo Cubillas és considerat com un dels millors futbolistes peruans de la història

Encara que la selecció no va poder classificar el Mundial Alemanya 1974, el 1975 va campionar a la Copa Amèrica i Teófilo Cubillas va ser triat com el millor futbolista del campionat. Perú aconsegueix una vegada més classificar al Mundial Argentina 1978, formant part del Grup 4. En el primer matx, va vèncer Escòcia per 3:1, el segon matx va ser un empat a zero gols davant els Països Baixos i finalment va vèncer per 4:1 la selecció de l'Iran, que participava per primera vegada en un mundial de futbol. Ja a la segona fase l'equip peruà va integrar el grup 2, però va perdre tots els partits jugats que van ser contra Brasil, Polònia i Argentina.

### 1981-1986
El 1981, la selecció peruana va ocupar el tercer lloc en les eliminatòries per a la Copa Mundial de Futbol de 1982, durant aquest Mundial va integrar el Grup A juntament amb Itàlia, Camerun i Polònia. Va obtenir dos empats i una derrota contra Polònia, i va quedar relegada a l'últim lloc sense possibilitat d'ingressar a la següent fase del torneig. Peru no aconsegueix classificar el mundial de 1986 després de caure davant Xile.

### Tragèdia aèria del Club Alianza Lima
El 8 de desembre de 1987, un avió Fokker que transportava els jugadors del club Aliança Lima es va estavellar al mar davant del Callao mort tots els seus ocupants, excepte el pilot.

### Dècada del 1990
En aquesta època la selecció peruana no aconsegueix classificar sense classificar el mundial. Una molt mala campanya a les eliminatòries de 1990 i 1994 on no guanya ni un sol partit feien pensar que el nivell futbolístic estava en un moment crític. El més destacable de la selecció va ser la medalla d'or aconseguida en els Jocs Sud-americans jugats a Lima l'any 1990; després arribaria la Copa Amèrica de 1997 on la selecció peruana va aconseguir arribar fins a la semifinal. No classificaria el Mundial del 1998 per diferència de gol.
A nivell de clubs, el més destacat va ser Sporting Cristal, equip que va aconseguir un tricampionat i va ser finalista de la Copa Libertadores en 1997. Alianza Lima va ser campió nacional el 1997, això va significar aconseguir el títol nacional després de 18 anys, molt de temps per a un dels clubs més grans del país.

### Dècada del 2000
En aquesta dècada el Club Cienciano aconsegueixo guanyar la Copa Sud-americana i Recopa Sud-americana, el 2003 i 2004 respectivament.

## Selecció Peruana als Mundials de Futbol

### Perú a la copa del món de 1930

#### Primera fase
| Pos | Equip   | PJ | PG | PE | PP | GF | GC | DG | Pts | Classificació       |
| --- | ------- | -- | -- | -- | -- | -- | -- | -- | --- | ------------------- |
| 1   | Uruguai | 2  | 2  | 0  | 0  | 5  | 0  | +5 | 4   | Avança a semifinals |
| 2   | Romania | 2  | 1  | 0  | 1  | 3  | 5  | −2 | 2   |                     |
| 3   | Perú    | 2  | 0  | 0  | 2  | 1  | 4  | −3 | 0   |                     |

###### Romania vs. Perú
| Romania                            | 3–1     | Perú               |
| ---------------------------------- | ------- | ------------------ |
| Deşu 1' · Stanciu 79' · Kovács 89' | Informe | Souza Ferreira 75' |

###### Uruguai vs. Perú
| Uruguai    | 1–0     | Perú |
| ---------- | ------- | ---- |
| Castro 65' | Informe |      |

### Perú a la copa del món de 1970

#### Primera fase
| Pos | Equip               | PJ | PG | PE | PP | GF | GC | DG | Pts | Classificació           |
| --- | ------------------- | -- | -- | -- | -- | -- | -- | -- | --- | ----------------------- |
| 1   | Alemanya Occidental | 3  | 3  | 0  | 0  | 10 | 4  | +6 | 6   | Avança a la segona fase |
| 2   | Perú                | 3  | 2  | 0  | 1  | 7  | 5  | +2 | 4   | Avança a la segona fase |
| 3   | Bulgària            | 3  | 0  | 1  | 2  | 5  | 9  | −4 | 1   |                         |
| 4   | Marroc              | 3  | 0  | 1  | 2  | 2  | 6  | −4 | 1   |                         |

###### Perú vs Bulgària
| Perú                                        | 3–2     | Bulgària                    |
| ------------------------------------------- | ------- | --------------------------- |
| Gallardo 50' · Chumpitaz 55' · Cubillas 73' | Informe | Dermendjiev 13' · Bónev 49' |

###### Perú vs Marroc
| Perú                           | 3–0     | Marroc |
| ------------------------------ | ------- | ------ |
| Cubillas 65', 75' · Challe 67' | Informe |        |

###### Alemanya Occidental vs Perú
| Alemanya Occidental  | 3–1     | Perú         |
| -------------------- | ------- | ------------ |
| Müller 19', 26', 39' | Informe | Cubillas 44' |

#### Quarts de final
| Brasil                                         | 4–2     | Perú                        |
| ---------------------------------------------- | ------- | --------------------------- |
| Rivelino 11' · Tostão 15', 52' · Jairzinho 75' | Informe | Gallardo 28' · Cubillas 70' |

### Perú a la copa del món de 1978

#### Primera Fase
| Pos | Equip         | PJ | PG | PE | PP | GF | GC | DG | Pts | Classificació           |
| --- | ------------- | -- | -- | -- | -- | -- | -- | -- | --- | ----------------------- |
| 1   | Perú          | 3  | 2  | 1  | 0  | 7  | 2  | +5 | 5   | Avança a la segona fase |
| 2   | Països Baixos | 3  | 1  | 1  | 1  | 5  | 3  | +2 | 3   | Avança a la segona fase |
| 3   | Escòcia       | 3  | 1  | 1  | 1  | 5  | 6  | −1 | 3   |                         |
| 4   | Iran          | 3  | 0  | 1  | 2  | 2  | 8  | −6 | 1   |                         |

###### Perú vs Escòcia
| Perú                          | 3–1     | Escòcia    |
| ----------------------------- | ------- | ---------- |
| Cueto 43' · Cubillas 71', 77' | Informe | Jordan 14' |

###### Països Baixos vs Perú
| Països Baixos | 0–0     | Perú |
| ------------- | ------- | ---- |
|               | Informe |      |

###### Perú vs Iran
| Perú                                            | 4–1     | Iran        |
| ----------------------------------------------- | ------- | ----------- |
| Velásquez 2' · Cubillas 36' (p.), 39' (p.), 79' | Informe | Rowshan 41' |

#### Segona Fase
| Pos | Equip     | PJ | PG | PE | PP | GF | GC | DG  | Pts | Classificació                    |
| --- | --------- | -- | -- | -- | -- | -- | -- | --- | --- | -------------------------------- |
| 1   | Argentina | 3  | 2  | 1  | 0  | 8  | 0  | +8  | 5   | Avança a la final                |
| 2   | Brasil    | 3  | 2  | 1  | 0  | 6  | 1  | +5  | 5   | Avança al partit pel tercer lloc |
| 3   | Polònia   | 3  | 1  | 0  | 2  | 2  | 5  | −3  | 2   |                                  |
| 4   | Perú      | 3  | 0  | 0  | 3  | 0  | 10 | −10 | 0   |                                  |

###### Brasil vs Perú
| Brasil                          | 3–0     | Perú |
| ------------------------------- | ------- | ---- |
| Dirceu 15', 27' · Zico 72' (p.) | Informe |      |

###### Perú vs Polònia
| Perú | 0–1     | Polònia         |
| ---- | ------- | --------------- |
|      | Informe | A. Szarmach 65' |

###### Argentina vs Perú
| Argentina                                                       | 6–0     | Perú |
| --------------------------------------------------------------- | ------- | ---- |
| Kempes 21', 49' · Tarantini 43' · Luque 50', 72' · Houseman 67' | Informe |      |

### Perú a la copa del món de 1982

#### Primera Fase
| Pos | Equip   | PJ | PG | PE | PP | GF | GC | DG | Pts | Classificació           |
| --- | ------- | -- | -- | -- | -- | -- | -- | -- | --- | ----------------------- |
| 1   | Polònia | 3  | 1  | 2  | 0  | 5  | 1  | +4 | 4   | Avança a la segona fase |
| 2   | Itàlia  | 3  | 0  | 3  | 0  | 2  | 2  | 0  | 3   | Avança a la segona fase |
| 3   | Camerun | 3  | 0  | 3  | 0  | 1  | 1  | 0  | 3   |                         |
| 4   | Perú    | 3  | 0  | 2  | 1  | 2  | 6  | −4 | 2   |                         |

###### Perú vs Camerun
| Perú | 0–0     | Camerun |
| ---- | ------- | ------- |
|      | Informe |         |

###### Itàlia vs Perú
| Itàlia    | 1–1     | Perú     |
| --------- | ------- | -------- |
| Conti 18' | Informe | Díaz 83' |

###### Polònia vs Perú
| Polònia                                                        | 5–1     | Perú        |
| -------------------------------------------------------------- | ------- | ----------- |
| Smolarek 55' · Lato 58' · Boniek 61' · Buncol 68' · Ciołek 76' | Informe | La Rosa 83' |

### Perú a la copa del món de 2018

#### Plantilla
Entrenador:  Ricardo Gareca
| Dorsal | Posició | Jugador             | Data de naixement/edat     | Partits | Gols | Club                 |
| ------ | ------- | ------------------- | -------------------------- | ------- | ---- | -------------------- |
| 1      | GK      | Pedro Gallese       | 23 Febrer 1990 (28 anys)   | 38      | 0    | Veracruz             |
| 2      | DF      | Alberto Rodríguez   | 31 Març 1984 (34 anys)     | 59      | 0    | Atlético Junior      |
| 3      | DF      | Aldo Corzo          | 20 Maig 1989 (29 anys)     | 25      | 0    | Universitario        |
| 4      | DF      | Anderson Santamaría | 10 Gener 1992 (26 anys)    | 4       | 0    | Puebla               |
| 5      | DF      | Miguel Araujo       | 24 Octubre 1994 (23 anys)  | 7       | 0    | Alianza Lima         |
| 6      | DF      | Miguel Trauco       | 25 Agost 1992 (25 anys)    | 27      | 0    | Flamengo             |
| 7      | MF      | Paolo Hurtado       | 27 Juliol 1990 (27 anys)   | 31      | 3    | Vitória de Guimarães |
| 8      | MF      | Christian Cueva     | 23 Novembre 1991 (26 anys) | 44      | 8    | São Paulo            |
| 9      | FW      | Paolo Guerrero      | 1 Gener 1984 (34 anys)     | 88      | 34   | Flamengo (capità)    |
| 10     | FW      | Jefferson Farfán    | 26 Octubre 1984 (33 anys)  | 84      | 25   | Lokomotiv Moscow     |
| 11     | FW      | Raúl Ruidíaz        | 25 Juliol 1990 (27 anys)   | 30      | 4    | Morelia              |
| 12     | GK      | Carlos Cáceda       | 27 Setembre 1991 (26 anys) | 4       | 0    | Deportivo Municipal  |
| 13     | MF      | Renato Tapia        | 28 Juliol 1995 (22 anys)   | 23      | 1    | Feyenoord            |
| 14     | MF      | Andy Polo           | 29 Setembre 1994 (23 anys) | 17      | 1    | Portland Timbers     |
| 15     | DF      | Christian Ramos     | 4 Novembre 1988 (29 anys)  | 66      | 3    | Veracruz             |
| 16     | MF      | Wilder Cartagena    | 23 Setembre 1994 (23 anys) | 3       | 0    | Veracruz             |
| 17     | DF      | Luis Advíncula      | 2 Març 1990 (28 anys)      | 65      | 0    | Lobos BUAP           |
| 18     | FW      | André Carrillo      | 14 Juny 1991 (27 anys)     | 45      | 5    | Watford              |
| 19     | MF      | Yoshimar Yotún      | 7 Abril 1990 (28 anys)     | 73      | 2    | Orlando City         |
| 20     | FW      | Edison Flores       | 14 Maig 1994 (24 anys)     | 29      | 9    | AaB                  |
| 21     | GK      | José Carvallo       | 1 Març 1986 (32 anys)      | 6       | 0    | UTC                  |
| 22     | DF      | Nilson Loyola       | 26 Octubre 1994 (23 anys)  | 3       | 0    | Melgar               |
| 23     | MF      | Pedro Aquino        | 13 Abril 1995 (23 anys)    | 13      | 0    | Lobos BUAP           |

#### Primera fase
| Pos | Equip     | PJ | PG | PE | PP | GF | GC | DG | Pts |
| --- | --------- | -- | -- | -- | -- | -- | -- | -- | --- |
| 1   | França    | 3  | 2  | 1  | 0  | 3  | 1  | +2 | 7   |
| 2   | Dinamarca | 3  | 1  | 2  | 0  | 2  | 1  | +1 | 5   |
| 3   | Perú      | 3  | 1  | 0  | 2  | 2  | 2  | 0  | 3   |
| 4   | Austràlia | 3  | 0  | 1  | 2  | 2  | 5  | -3 | 1   |

###### Perú vs. Dinamarca
| Perú | 0–1     | Dinamarca   |
| ---- | ------- | ----------- |
|      | Informe | Poulsen 59' |

###### França vs. Perú
| França     | 1–0     | Perú |
| ---------- | ------- | ---- |
| Mbappé 34' | Informe |      |

###### Austràlia vs. Perú
| Austràlia | 0–2     | Perú                        |
| --------- | ------- | --------------------------- |
|           | Informe | Carrillo 18' · Guerrero 50' |

## Competicions

### Lliga peruana de futbol
La Lliga Peruana de Futbol o Liga 1 Betsson per motius de patrocini, també anomenada Campeonato Nacional perquè es juga a tot el país, és la màxima competició peruana de futbol.

#### Campions
| Any  | Campió                         |
| ---- | ------------------------------ |
| 1912 | Lima Cricket FBC (1)           |
| 1913 | Club Jorge Chávez (1)          |
| 1914 | Lima Cricket FBC (2)           |
| 1915 | Sport José Gálvez (1)          |
| 1916 | Sport José Gálvez (2)          |
| 1917 | Sport Juan Bielovucic (1)      |
| 1918 | Sport Alianza (1)              |
| 1919 | Sport Alianza (2)              |
| 1920 | Sport Inca (1)                 |
| 1921 | Sport Progreso (1)             |
| 1926 | Sport Progreso (2)             |
| 1927 | Sport Alianza (3)              |
| 1928 | Alianza Lima (4)               |
| 1929 | Universitario de Deportes (1)  |
| 1930 | Atlético Chalaco (1)           |
| 1931 | Alianza Lima (5)               |
| 1932 | Alianza Lima (6)               |
| 1933 | Alianza Lima (7)               |
| 1934 | Universitario de Deportes (2)  |
| 1935 | Sport Boys (1)                 |
| 1937 | Sport Boys (2)                 |
| 1938 | Deportivo Municipal (1)        |
| 1939 | Universitario de Deportes (3)  |
| 1940 | Deportivo Municipal (2)        |
| 1941 | Universitario de Deportes (4)  |
| 1942 | Sport Boys (3)                 |
| 1943 | Deportivo Municipal (3)        |
| 1944 | Mariscal Sucre (1)             |
| 1945 | Universitario de Deportes (5)  |
| 1946 | Universitario de Deportes (6)  |
| 1947 | Atlético Chalaco (2)           |
| 1948 | Alianza Lima (8)               |
| 1949 | Universitario de Deportes (7)  |
| 1950 | Deportivo Municipal (3)        |
| 1951 | Sport Boys (4)                 |
| 1952 | Alianza Lima (9)               |
| 1953 | Mariscal Sucre (2)             |
| 1954 | Alianza Lima (10)              |
| 1955 | Alianza Lima (11)              |
| 1956 | Sporting Cristal (1)           |
| 1957 | Centro Iqueño (1)              |
| 1958 | Sport Boys (5)                 |
| 1959 | Universitario de Deportes (8)  |
| 1960 | Universitario de Deportes (9)  |
| 1961 | Sporting Cristal (2)           |
| 1962 | Alianza Lima (12)              |
| 1963 | Alianza Lima (13)              |
| 1964 | Universitario de Deportes (10) |
| 1965 | Alianza Lima (14)              |
| 1966 | Universitario de Deportes (11) |
| 1967 | Universitario de Deportes (12) |
| 1968 | Sporting Cristal (3)           |
| 1969 | Universitario de Deportes (13) |
| 1970 | Sporting Cristal (4)           |
| 1971 | Universitario de Deportes (14) |
| 1972 | Sporting Cristal (5)           |
| 1973 | Defensor Lima (1)              |
| 1974 | Universitario de Deportes (15) |
| 1975 | Alianza Lima (15)              |
| 1976 | Unión Huaral (1)               |
| 1977 | Alianza Lima (16)              |
| 1978 | Alianza Lima (17)              |
| 1979 | Sporting Cristal (6)           |
| 1980 | Sporting Cristal (7)           |
| 1981 | FBC Melgar (1)                 |
| 1982 | Universitario de Deportes (16) |
| 1983 | Sporting Cristal (8)           |
| 1984 | Sport Boys (6)                 |
| 1985 | Universitario de Deportes (17) |
| 1986 | Deportivo San Agustín (1)      |
| 1987 | Universitario de Deportes (18) |
| 1988 | Sporting Cristal (9)           |
| 1989 | Unión Huaral (2)               |
| 1990 | Universitario de Deportes (19) |
| 1991 | Sporting Cristal (10)          |
| 1992 | Universitario de Deportes (20) |
| 1993 | Universitario de Deportes (21) |
| 1994 | Sporting Cristal (11)          |
| 1995 | Sporting Cristal (12)          |
| 1996 | Sporting Cristal (13)          |
| 1997 | Alianza Lima (18)              |
| 1998 | Universitario de Deportes (22) |
| 1999 | Universitario de Deportes (23) |
| 2000 | Universitario de Deportes (24) |
| 2001 | Alianza Lima (19               |
| 2002 | Sporting Cristal (14)          |
| 2003 | Alianza Lima (20)              |
| 2004 | Alianza Lima (21)              |
| 2005 | Sporting Cristal (15)          |
| 2006 | Alianza Lima (22)              |
| 2007 | Universidad San Martín (1)     |
| 2008 | Universidad San Martín (2)     |
| 2009 | Universitario de Deportes (25) |
| 2010 | Universidad San Martín (3)     |
| 2011 | Juan Aurich (1)                |
| 2012 | Sporting Cristal (16)          |
| 2013 | Universitario de Deportes (26) |
| 2014 | Sporting Cristal (17)          |
| 2015 | Melgar (2)                     |
| 2016 | Sporting Cristal (18)          |
| 2017 | Alianza Lima (23)              |
| 2018 | Sporting Cristal (19)          |
| 2019 | Binacional (1)                 |
| 2020 | Sporting Cristal (20)          |
| 2021 | Alianza Lima (24)              |
| 2022 | Alianza Lima (25)              |

### Segona divisió peruana de futbol
La Segona divisió peruana de futbol és una competició professional peruana de futbol. És el segon nivell de la piràmide futbolística peruana i serveix de promoció a la Primera divisió.

#### Campions
| Any  | Campió                         |
| ---- | ------------------------------ |
| 1943 | Telmo Carbajo                  |
| 1944 | Ciclista Lima                  |
| 1945 | Santiago Barranco              |
| 1946 | Ciclista Lima                  |
| 1947 | Jorge Chávez                   |
| 1948 | Centro Iqueño                  |
| 1949 | Jorge Chavez                   |
| 1950 | Unión Callao                   |
| 1951 | Asociación Chorrillos          |
| 1952 | Unión Callao                   |
| 1953 | Carlos Concha                  |
| 1954 | Unión Callao                   |
| 1955 | Carlos Concha                  |
| 1956 | Porvenir Miraflores            |
| 1957 | Mariscal Castilla              |
| 1958 | Unión América                  |
| 1959 | Mariscal Sucre                 |
| 1960 | Defensor Lima                  |
| 1961 | KDT Nacional                   |
| 1962 | Mariscal Sucre                 |
| 1963 | Carlos Concha                  |
| 1964 | Defensor Arica                 |
| 1965 | Mariscal Sucre                 |
| 1966 | Porvenir Miraflores            |
| 1967 | KDT Nacional                   |
| 1968 | Deportivo Municipal            |
| 1969 | Deportivo Sima                 |
| 1970 | Atlético Deportivo Olímpico    |
| 1971 | Deportivo Sima                 |
| 1972 | Atletico Chalaco               |
| 1973 | Unión Huaral                   |
| 1975 | Compañia Peruana de Telefonos  |
| 1979 | Papelera Atlas                 |
| 1980 | Unión Gonzales Prada           |
| 1981 | Juventud La Palma              |
| 1982 | Union Gonzales Prada           |
| 1983 | Unión Gonzales Prada           |
| 1984 | Unión Gonzales Prada           |
| 1985 | Alcides Vigo                   |
| 1986 | Internazionale                 |
| 1987 | Deportivo AELU                 |
| 1988 | Defensor Lima                  |
| 1989 | Sport Boys                     |
| 1990 | Hijos de Yurimaguas            |
| 1991 | Enrique Lau Chun               |
| 1992 | Unión Huaral                   |
| 1993 | Defensor Kiwi-Ciclista Lima    |
| 1994 | Unión Huaral                   |
| 1995 | Guardia Republicana            |
| 1996 | Alcides Vigo                   |
| 1997 | Lawn Tennis                    |
| 1998 | Hijos de Yurimaguas            |
| 1999 | América Cochahuayco            |
| 2000 | Aviación-FAP                   |
| 2001 | Alcides Vigo                   |
| 2002 | Unión Huaral                   |
| 2003 | Sport Coopsol                  |
| 2004 | Olímpico Somos Perú            |
| 2005 | Olímpico Somos Perú            |
| 2006 | Deportivo Municipal            |
| 2007 | Club Universidad César Vallejo |
| 2008 | Total Clean                    |
| 2009 | Sport Boys                     |
| 2010 | Cobresol FBC                   |
| 2011 | José Gálvez                    |
| 2012 | Pacífico FC                    |
| 2013 | Los Caimanes                   |
| 2014 | Deportivo Municipal            |
| 2015 | Comerciantes Unidos            |
| 2016 | Academia Cantolao              |
| 2017 | Sport Boys                     |
| 2018 | Club Universidad César Vallejo |
| 2019 | Cienciano                      |
| 2020 | Alianza Atlético               |
| 2021 | Atlético Grau                  |

### Copa Perú
La Copa Perú és una competició futbolística peruana en què participen molts equips de tot el país amb la finalitat d'aconseguir l'ascens a la Primera divisió. El campió puja a la Primera divisió i el subcampió a la Segona divisió.

#### Campions
| Any     | Campió                           |
| ------- | -------------------------------- |
| 1967    | Alfonso Ugarte de Chiclín        |
| 1968    | Carlos A. Mannucci               |
| 1969    | Carlos A. Mannucci               |
| 1970    | Atlético Torino                  |
| 1971    | FBC Melgar                       |
| 1972    | Atlético Grau                    |
| 1973    | Sportivo Huracán                 |
| 1974    | No es disputà                    |
| 1975    | Atlético Torino                  |
| 1976    | Coronel Bolognesi                |
| 1977    | Atlético Torino                  |
| 1978    | Juventud La Palma                |
| 1979    | Asociación Deportiva Tarma       |
| 1980    | León de Huánuco                  |
| 1981    | Universidad Técnica de Cajamarca |
| 1982    | Atlético Torino                  |
| 1983    | Sport Pilsen                     |
| 1984    | Los Espartanos                   |
| 1985    | Hungaritos Agustinos             |
| 1986    | Deportivo Cañaña                 |
| 1987    | Club Libertad                    |
| 1988-92 | No es disputà                    |
| 1993    | Aurich-Cañaña                    |
| 1994    | Atlético Torino                  |
| 1995    | La Loretana                      |
| 1996    | José Gálvez FBC                  |
| 1997    | Juan Aurich                      |
| 1998    | IMI FC                           |
| 1999    | Deportivo UPAO                   |
| 2000    | Estudiantes de Medicina          |
| 2001    | Deportivo Bolito                 |
| 2002    | Atlético Universidad             |
| 2003    | Universidad Cesar Vallejo        |
| 2004    | Sport Ancash                     |
| 2005    | José Gálvez FBC                  |
| 2006    | Total Clean FC                   |
| 2007    | Juan Aurich                      |
| 2008    | Sport Huancayo                   |
| 2009    | León de Huánuco                  |
| 2010    | Unión Comercio                   |
| 2011    | Real Garcilaso                   |
| 2012    | Universidad Técnica de Cajamarca |
| 2013    | CD San Simón                     |
| 2014    | Sport Loreto                     |
| 2015    | Defensor la Bocana               |
| 2016    | Sport Rosario                    |
| 2017    | Binacional                       |

## Superclàssic

### Històric de partits
Fins avui els dos equips s'han enfrontat en 368 oportunitats.

#### Campionat de Lliga
| #  | Temporada | Equip local   | Equip visitant | Resultat |
| -- | --------- | ------------- | -------------- | -------- |
| 1  | 1928      | Universitario | Alianza Lima   | 1-0      |
| 2  | 1928      | Universitario | Alianza Lima   | 1-1      |
| 3  | 1928      | Universitario | Alianza Lima   | 0-2      |
| 4  | 1930      | Universitario | Alianza Lima   | 1-1      |
| 5  | 1931      | Universitario | Alianza Lima   | 0-2      |
| 6  | 1932      | Universitario | Alianza Lima   | 2-3      |
| 7  | 1932      | Universitario | Alianza Lima   | 0-1      |
| 8  | 1933      | Universitario | Alianza Lima   | 2-2      |
| 9  | 1934      | Universitario | Alianza Lima   | 1-2      |
| 10 | 1935      | Universitario | Alianza Lima   | 2-1      |
| 11 | 1935      | Universitario | Alianza Lima   | 0-2      |
| 12 | 1937      | Universitario | Alianza Lima   | 2-1      |
| 13 | 1938      | Universitario | Alianza Lima   | 2-1      |
| 14 | 1940      | Universitario | Alianza Lima   | 0-0      |
| 15 | 1940      | Universitario | Alianza Lima   | 2-0      |
| 16 | 1941      | Universitario | Alianza Lima   | 0-0      |
| 17 | 1942      | Universitario | Alianza Lima   | 3-1      |
| 18 | 1942      | Universitario | Alianza Lima   | 4-4      |

## Principals clubs
Clubs amb més punts al campionat peruà (1966-2018).
- Club Sporting Cristal (Lima)
- Club Universitario de Deportes (Lima)
- Club Alianza Lima (Lima)
- Foot Ball Club Melgar (Arequipa)
- Sport Boys Association (Callao)
- Club Sportivo Cienciano (Cusco)
- Club Centro Deportivo Municipal (Lima)
- Club Juan Aurich (Chiclayo)
- Club Alianza Atlético de Sullana (Sullana)
- Club Sport Unión Huaral (Huaral)
- Coronel Bolognesi Fútbol Club (Tacna)
- Club Social Deportivo León de Huánuco (Huanuco)
- CD Universidad de San Martín de Porres (Lima)
- Colegio Nacional de Iquitos (Iquitos)
- Universidad Técnica de Cajamarca (Cajamarca)
- CD Universidad César Vallejo (Trujillo)
- Club Atlético Defensor Lima (Lima)
- Club Deportivo Alfonso Ugarte (Puno)
- Club Deportivo Sport Huancayo (Huancayo)
- Club Social Deportivo Junín (Huancayo)
- CSD Carlos A. Mannucci (Trujillo)
- Club Atlético Torino de Talara (Talara)
- Club Deportivo Unión Minas (Cerro de Pasco)
- Ayacucho Fútbol Club (Ayacucho)
- Asociación Civil Real Atlético Garcilaso (Cusco)
- José Gálvez FBC (Chimbote)
- Club Atlético Grau (Piura)
- Club Atlético Chalaco (Callao)
- Club Deportivo Unión Comercio (Moyobamba)
- Asociación Deportiva San Agustín (Lima)
- Asociación Deportiva Tarma (Tarma)
- Club Octavio Espinosa (Ica)

## Jugadors destacats

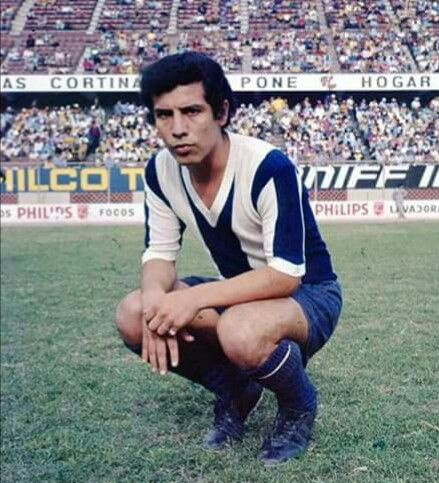
César Cueto.

Font:

Dècada de 1930
- Segundo Castillo
- Teodoro Lolo Fernández
- Antonio Maquilón
- Jorge Pardón
- Juan Valdivieso
- Alejandro Villanueva

Dècada de 1940
- Jorge Alcalde
- Guillermo Barbadillo
- Roberto Drago
- Valeriano López
- José Soriano

Dècada de 1950
- Rafael Asca
- Andrés Bedoya
- Luis Joe Calderón
- Félix Castillo
- Guillermo Delgado
- Óscar Gómez Sánchez
- Máximo Mosquera
- Alberto Terry

Dècada de 1960
- Víctor Benítez
- Eloy Campos
- José Fernández Santini
- Nicolás Fuentes
- Alberto Gallardo
- Juan Joya
- Luis La Fuente
- Pedro Pablo León
- Julio Meléndez
- Juan Roberto Seminario

Dècada de 1970
- Julio Baylón
- Roberto Challe
- Héctor Chumpitaz
- Teófilo Cubillas
- Jaime Duarte
- Ramón Mifflin
- Juan José Muñante
- Juan Carlos Oblitas
- Oswaldo Ramírez
- Percy Rojas
- Hugo 'Cholo' Sotil
- Orlando de la Torre
- José Velásquez

Dècada de 1980
- César Cueto
- Rubén Toribio Díaz
- Ramón Quiroga
- Julio César Uribe

Dècada de 1990
- Percy Olivares
- José Chemo del Solar

Dècada de 2000
- Jefferson Farfán
- Roberto Palacios
- Nolberto Solano
- Juan Manuel Vargas

Dècada de 2010
- Paolo Guerrero
- Claudio Pizarro
- Pedro Gallese
- Christian Cueva

Dècada de 2020
- Gianluca Lapadula

## Principals estadis

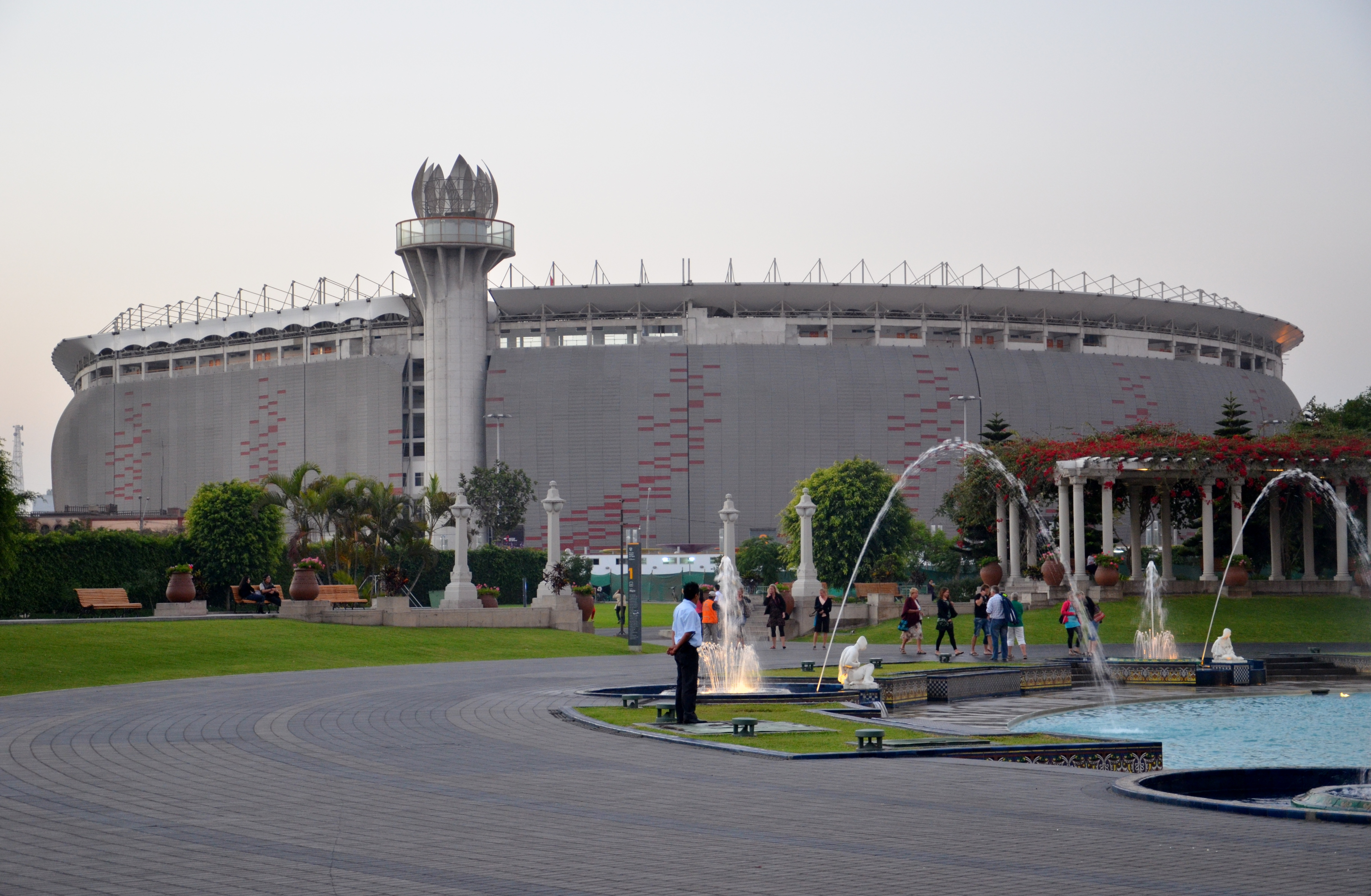
Estadi Nacional del Perú.

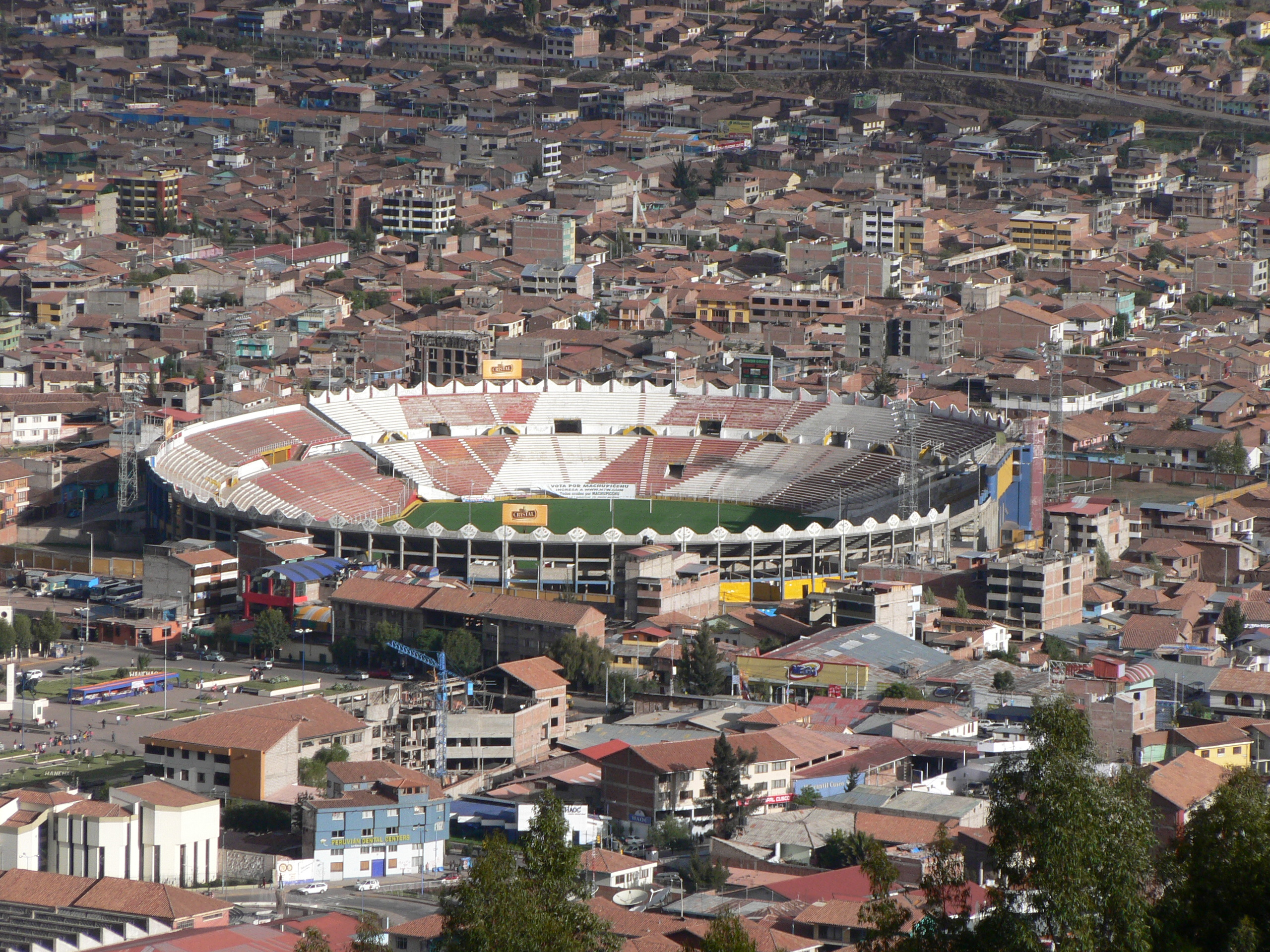
Estadi Garcilaso.

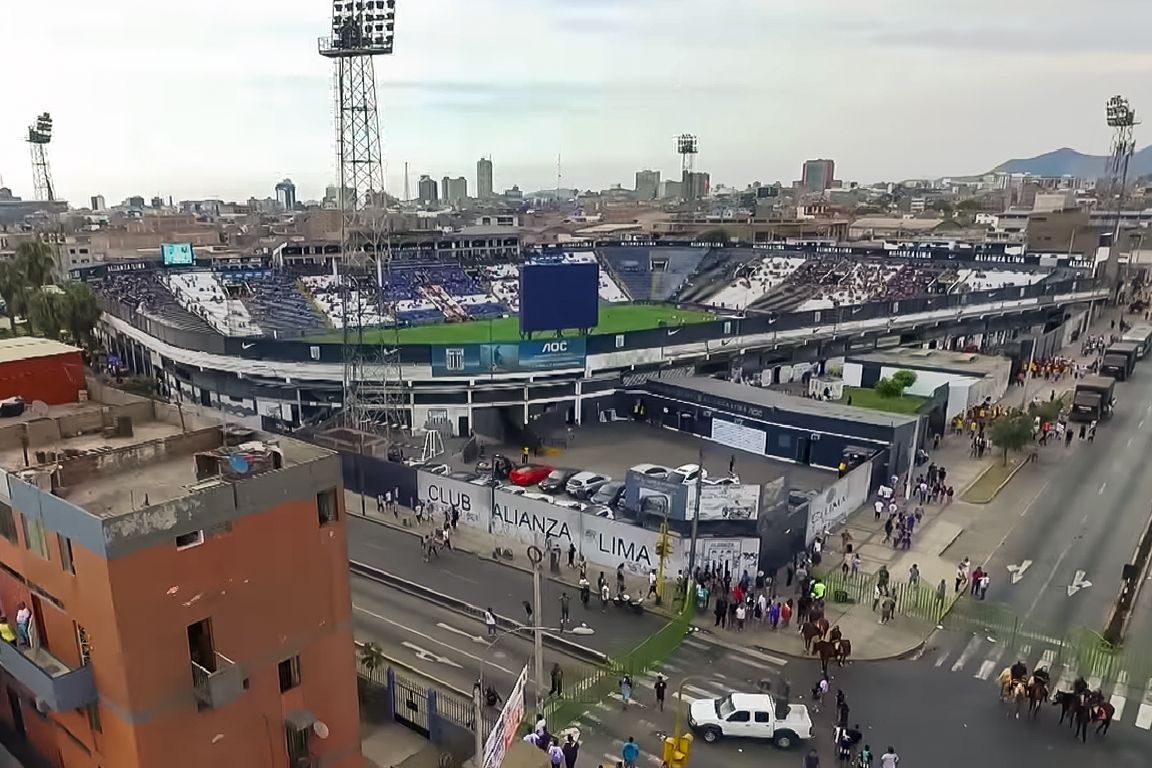
Estadi Alejandro Villanueva.

| #  | Estadi                        | Capacitat | Ciutat   |
| -- | ----------------------------- | --------- | -------- |
| 1  | Estadi Monumental "U"         | 80.093    | Lima     |
| 2  | Estadi Nacional               | 45.000    | Lima     |
| 3  | Estadi Universidad San Marcos | 43.000    | Lima     |
| 4  | Estadi Garcilaso              | 42.056    | Cusco    |
| 5  | Estadi de la UNSA             | 40.269    | Arequipa |
| 6  | Estadi Alejandro Villanueva   | 35.500    | Lima     |
| 7  | Estadi Miguel Grau (Piura)    | 25.500    | Piura    |
| 8  | Estadi Manuel Rivera Sanchez  | 25.000    | Chimbote |
| 9  | Estadi Mansiche               | 25.000    | Trujillo |
| 10 | Estadi Elías Aguirre          | 24.500    | Chiclayo |